# In cauda semper stat venenum
In cauda semper stat venenum è il secondo album in studio del gruppo rock progressivo italiano Jacula.
Tutte le canzoni risultano edite dalla Red Music Edizioni Musicali Srl con sede a Milano e risultano scritte da Bartoccetti con Rexanthony, il figlio nato nel 1977.
Inoltre in Superonda: Storia segreta della musica italiana Valerio Mattioli ha osservato che i testi del disco contengono, parola per parola, parti di quelli di Pawn Hearts dei Van Der Graaf Generator.

## Tracce
1. Ritus - 4:06
2. Magister Dixit - 10:30
3. Triumphatus Sad. - 3:34
4. Vereficium - 2:21
5. Initjatjo - 6:48
6. In Cauda Semper - 10:05

## Formazione
- Antonio Bartoccetti - voce, chitarra, basso, compositore, produttore
- Doris Norton - violino, flauto, percussioni, effetti, voce
- Charles Tiring - organo, pianoforte
- Albert Goodman - batteria